# Zhonglian
Zhonglian (kinesiska: 中连, 中连乡) är en socken i Kina. Den ligger i provinsen Hunan, i den södra delen av landet, omkring 160 kilometer väster om provinshuvudstaden Changsha. Antalet invånare är 20981. Befolkningen består av 9 788 kvinnor och 11 193 män. Barn under 15 år utgör 16,0 %, vuxna 15-64 år 74 %, och äldre över 65 år 9,0 %.
Genomsnittlig årsnederbörd är 1 658 millimeter. Den regnigaste månaden är maj, med i genomsnitt 257 mm nederbörd, och den torraste är december, med 55 mm nederbörd.